# Het lelijke eendje (sprookje)

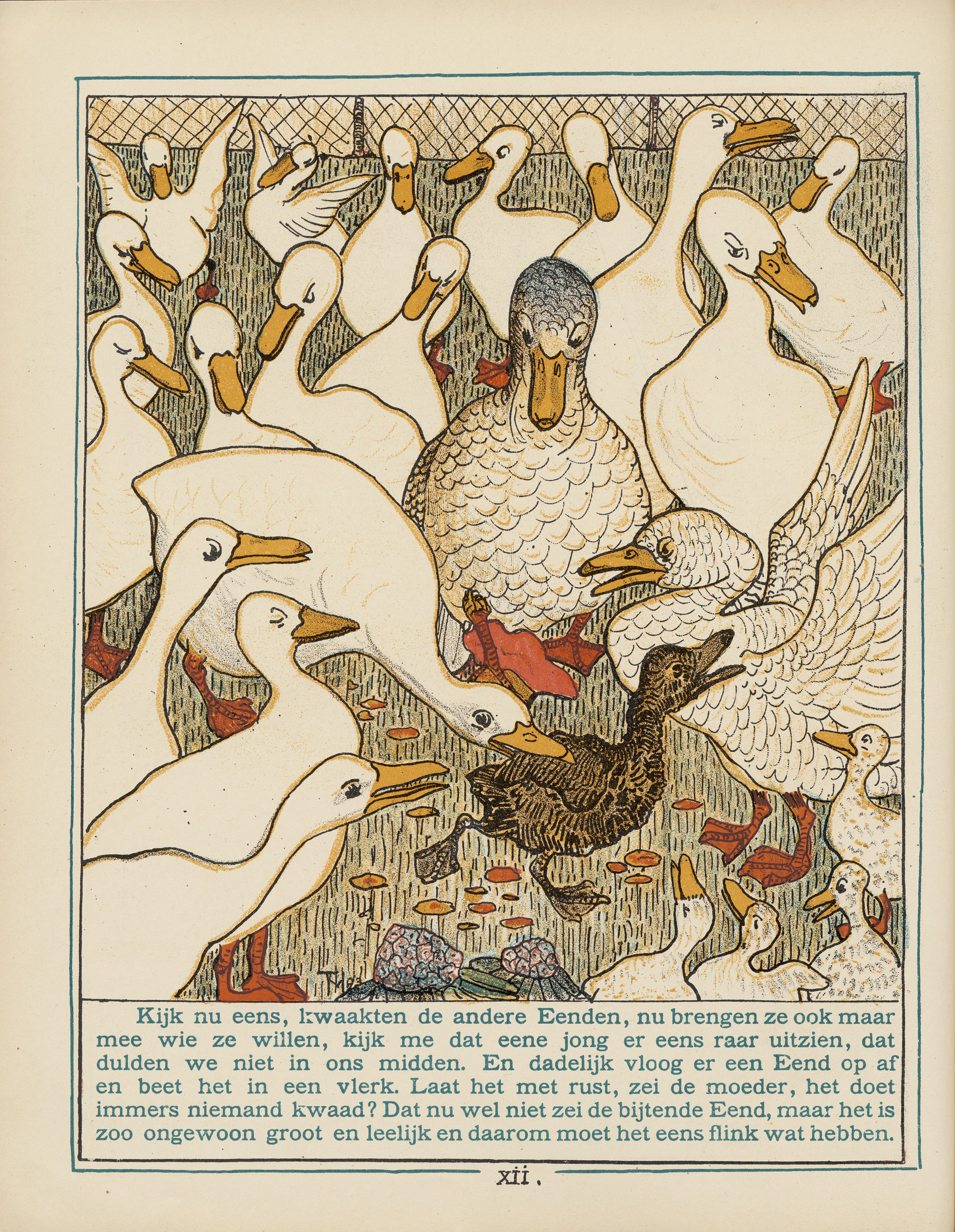
Het lelijke eendje

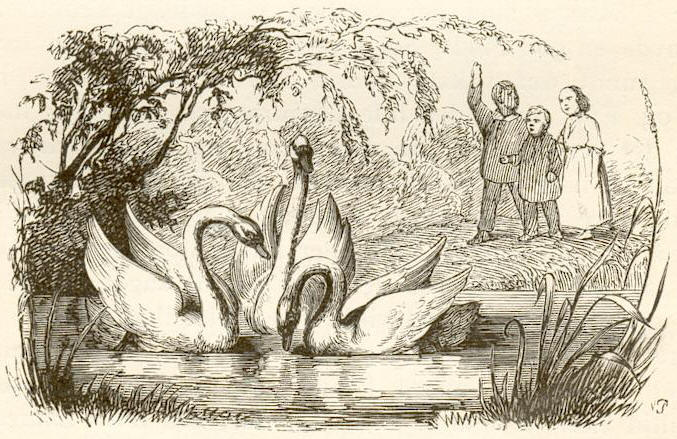
Illustratie van Vilhelm Pedersen (1820-1859)

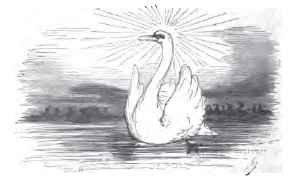
Illustratie van Bertall

Het lelijke eendje  of Het lelijke jonge eendje  is een sprookje van de Deense schrijver Hans Christian Andersen, het verscheen in 1843.

## Het verhaal
Er groeit hoefblad op de oever van de gracht onder de muur van het kasteel. Een eend zit onder het blad op haar eieren en andere eenden zwemmen rond in de gracht. De eieren komen uit en de moeder vertelt de pullen dat de wereld nog groter is dan de eendjes kunnen zien. Een ei is nog niet uitgekomen en de moeder besluit tot Sint-Jan (24 juni) te blijven zitten. Als het uitkomt, blijkt er een groot en lelijk eendje in te zitten. Het eendje gaat de volgende dag wel zwemmen en de moeder vindt dat het toch wel een prachtexemplaar is. Ze neemt haar jongen mee naar de eendenhof en daar vechten twee families over een palingkop, maar de kat loopt ermee weg. Ze laat haar jongen buigen voor de oude eend die Spaans bloed in de aderen heeft.
Er vliegt een eend dreigend op het lelijke kuiken af, maar de moeder neemt het op voor haar jong en legt uit dat het te lang in het ei heeft gezeten. Het arme eendje wordt geplaagd en gebeten door de eenden en kippen. Ook de haan komt op het eendje af en het wordt alleen maar erger. Ook de broertjes en zusjes van het eendje doen gemeen en hij loopt naar het moeras. De wilde eenden zien het eendje en vinden hem ook lelijk, maar dit maakt hen niet uit. Twee dagen blijft het eendje daar en er komen twee ganzeriken. Ze zijn jong en ondernemend en vragen of het eendje trekvogel wil worden. De ganzen worden doodgeschoten en jachthonden komen aan. Het eendje wordt gespaard en denkt te lelijk te zijn voor de jachthonden.
Het eendje gaat naar een boerenhuisje en hij komt bij een oud vrouwtje met haar kat en kip. De kat wordt Zeuntje genoemd en de kip Kuukelikortbeen. De vrouw kan niet goed zien en denkt eendeneieren te krijgen. Het eendje kan geen eieren leggen en de kat en kip vinden hem te min. Op een dag vertelt het eendje de kip over het water, maar de kip vindt dat het eendje dankbaar moet zijn voor wat hij heeft. Het eendje besluit de wijde wereld in te gaan en in de herfst dansen de bladeren in het rond. Sneeuwvlokken komen en een raaf krijst. Op een avond komen mooie witte vogels en het eendje heeft nog nooit zulke vogels gezien.
De vogels zijn zwanen en trekken naar warmere landen. Het eendje duikt naar de bodem van het water en in de winter heeft hij het koud. Het water vriest dicht en het eendje vriest vast in het ijs. Een boer vindt het dier en neemt het mee naar zijn kinderen. Het eendje verstopt zich in het vat met boter en in de meelton. 
Als het naar buiten gaat komt het in een moeras waar leeuweriken zingen. In het voorjaar vliegt het weg en komt in een tuin waar appelbomen in bloei staan. Het eendje ziet drie grote witte zwanen in de gracht en denkt dat het gedood zal worden, daarom buigt het de kop. Aan zijn spiegelbeeld ziet hij dat hij niet langer lelijk en lomp is. Het eendje is een zwaan geworden en hij weet dat het er niet toe doet of je in een eendennest geboren bent als je in een zwanenei gelegen hebt. Hij wordt met snavels gestreeld door de andere zwanen en kinderen werpen brood en graankorrels. Ze klappen in hun handen en dansen in het rond. Ook vader en moeder vinden de nieuwe zwaan prachtig en de zwaan wordt verlegen en verbergt zijn kop onder zijn vleugels. Hij is gelukkig en niet trots en hij weet hoe hij vervolgd en gehoond werd. Nu zeggen ze dat hij de mooiste van alle vogels is.

## Achtergronden
- Vaak wordt aangenomen dat Het lelijke jonge eendje een verkapte biografie is van Andersen zelf. Net als het eendje had Andersen ook een moeilijke jeugd, om later een beroemd schrijver te worden waar iedereen naar opkeek.
- De zwaan speelt een bijzondere rol in mythen en sprookjes, zie Leda, Lohengrin en ridder Friedbert. Vaak hebben gedaanteverwisselingen plaats op midzomer, zie ook metamorfose. Denk ook aan De zes zwanen uit Kinder- und Hausmärchen.

## Afbeeldingen

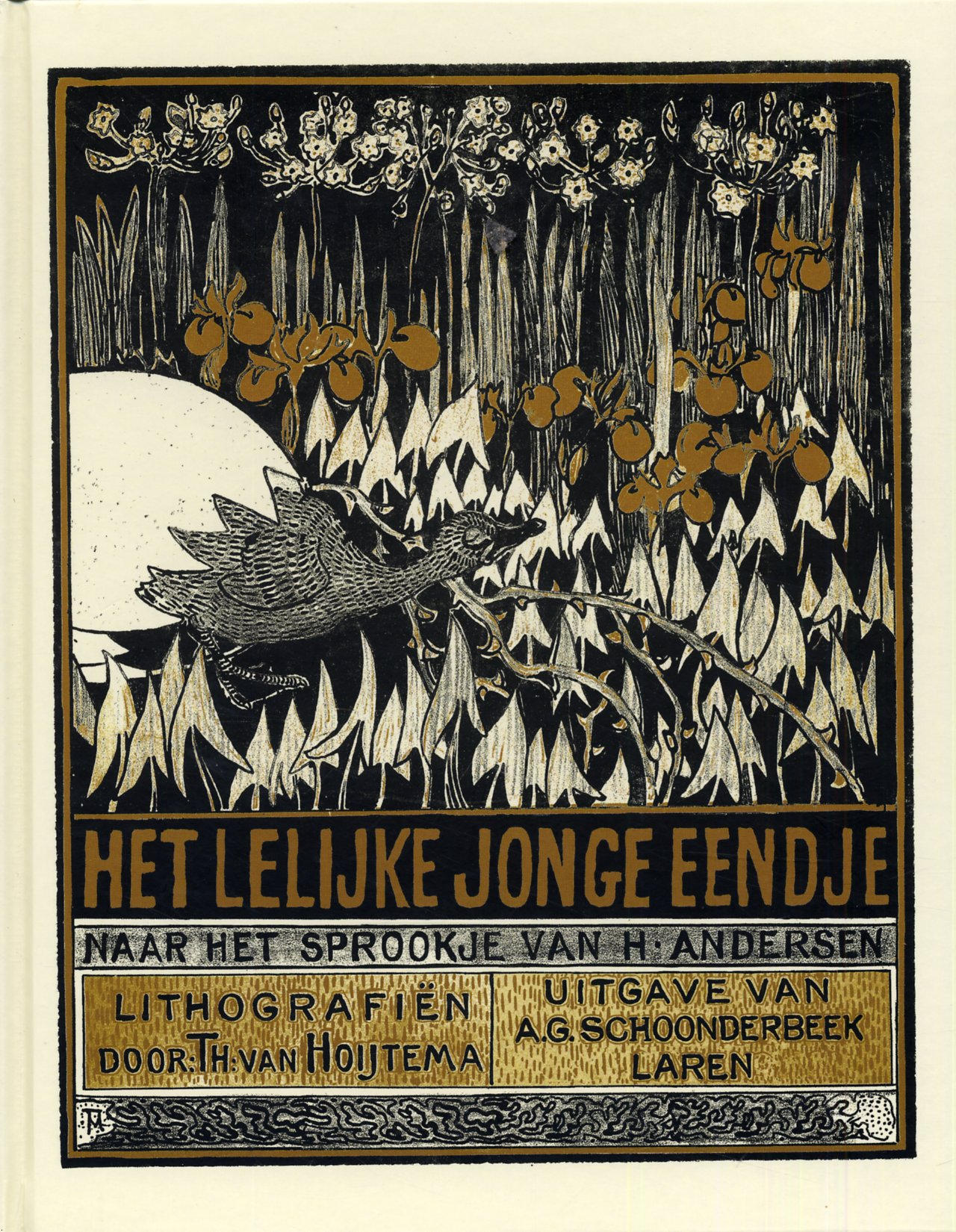
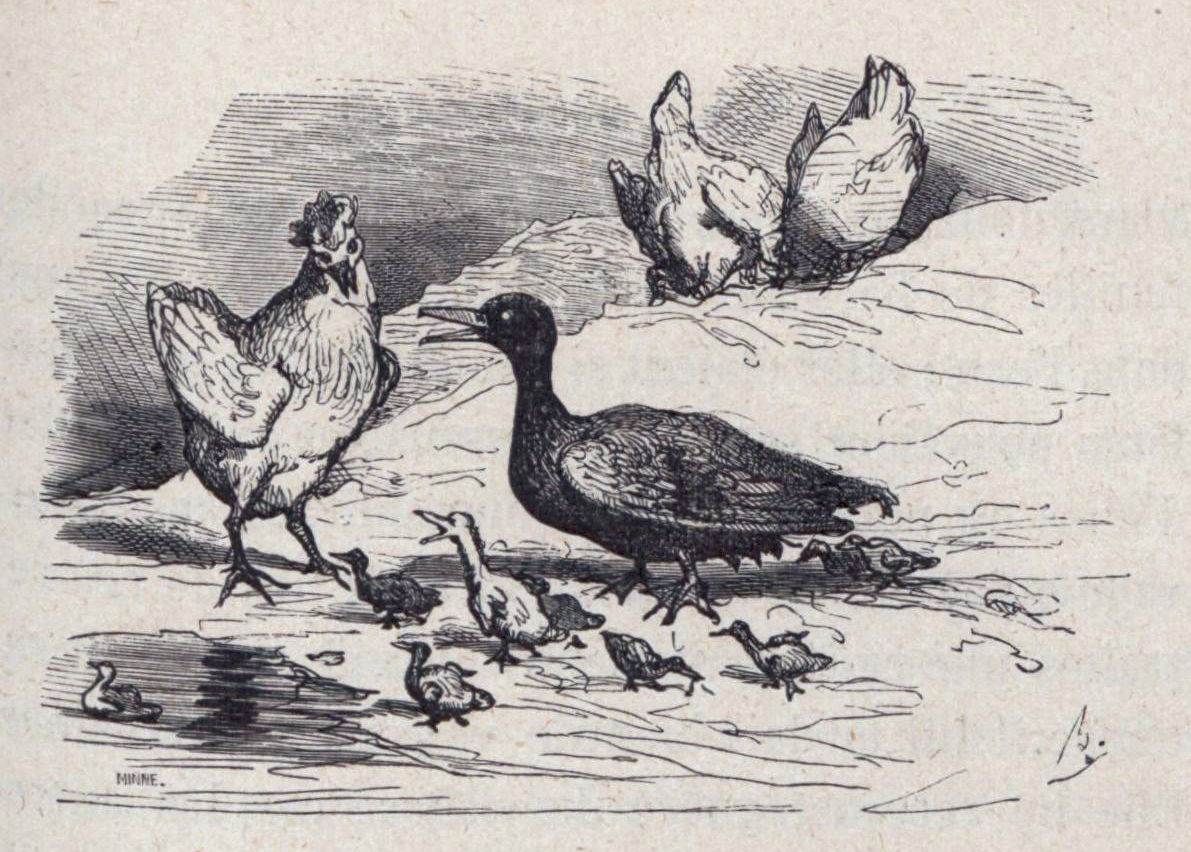
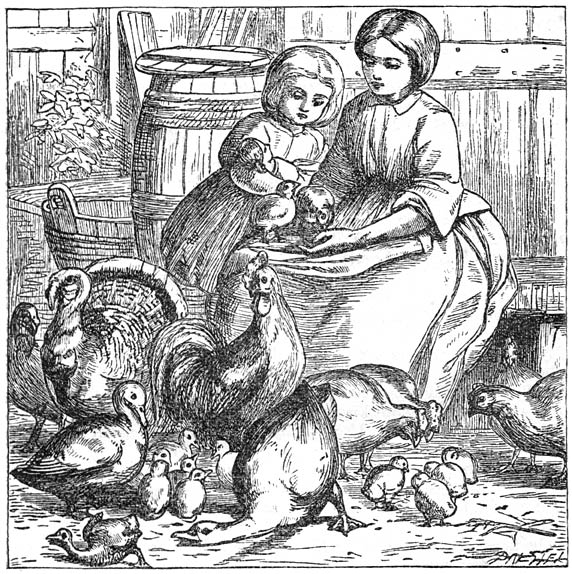
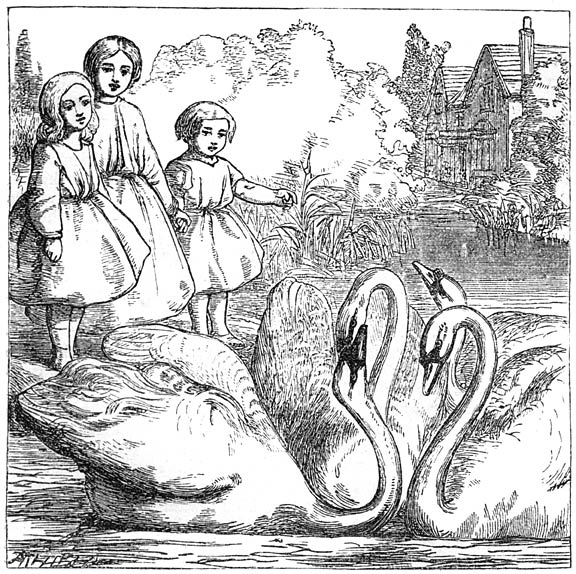